# Andrei Volokitin
Andrei Volokitin (nascut el 18 de juny de 1986 a Lviv) és un jugador d'escacs ucraïnès, que obtingué el títol de Gran Mestre el 2001, quan tenia només 15 anys.
El 2004 va assolir entrar al top-100 de la llista d'Elo de la FIDE, i el gener de 2005 ja hi era el millor jugador júnior, i el 20è absolut.
A la llista d'Elo de la FIDE del desembre de 2021, hi tenia un Elo de 2677 punts, cosa que en feia el jugador número 5 (en actiu) d'Ucraïna, i el 62è millor jugador al rànquing mundial. El seu màxim Elo va ser de 2724 punts, a la llista d'octubre de 2012 (posició 26 al rànquing mundial).

## Resultats destacats en competició
En edat júnior, fou dos cops medallista al Campionat del món de la joventut: medalla d'argent sub-12 el 1998 a Oropesa, i medalla de bronze sub-14 l'any següent. El 1999, fou membre de l'equip nacional d'Ucraïna que va guanyar l'Olimpíada d'escacs sub-16 a Artek, Ucraïna. Considerat un prodigi dels escacs, va obtenir el títol de Gran Mestre el 2001, amb només 15 anys. El 2004 entrà al top 100 de la llista d'Elo de la FIDE, va guanyar el 73è Campionat d'escacs d'Ucraïna a Khàrkiv, per davant d'Anton Kórobov, i fou membre de l'equip ucraïnès que va guanyar la medalla d'or a la 36a Olimpíada d'escacs, on hi feu una performance de 2771 al segon tauler.
El 2005, va quedar 1r ex aequo al fort 38è Festival Internacional de Biel, a Suïssa. El 2005 va guanyar també el Torneig de Lausanne per a joves mestres, fent una performance de 2984 punts. A finals d'any, va participar en la Copa del món de 2005 a Khanti-Mansisk, un torneig classificatori per al cicle del Campionat del món de 2007, on tingué una mala actuació i fou eliminat en primera ronda per Sang Cao.
El desembre de 2015 fou per segon cop campió d'Ucraïna amb 7 punts d'11, amb els mateixos punts però amb millor desempat que Martyn Kravtsiv i Zahar Efimenko.

## Llibres
- Andrei Volokitin, Vladimir Grabinsky, Perfect Your Chess (Gambit, 2007) ISBN 1-904600-82-4